# 방배동
방배동(方背洞)은 서울특별시 서초구에 있는 법정동이다.

## 개요
방배동의 유래는 관악구와 서초구와의 경계에 솟은 ‘우면산을 등 지고 있는 동리’라는 뜻으로 ‘방배’라한데서 연유한다. 방배동은 조선시대 말기까지 경기도 과천군 상북면 방배리였으나, 일제때인 1914년 경기도 구역 확정때 경기도 시흥군 신동면 방배리가 되었다. 이후 1963년 1월 1일자로 서울특별시의 구역 확장에 따라 서울특별시에 편입되면서 방배동이 되어 오늘에 이른다. 위치는 서초구의 서쪽 끝에 있는 동이며 서울에서 과천시에 이르는 도로와 남부순환로가 교차하는 곳에서 우면산에 이르는 지역이다.

## 연혁
- 1963년 1월 1일 : 경기도 시흥군 신동면 방배리에서 서울특별시 영등포구로 편입
- 1973년 7월 1일 : 영등포구에서 관악구로 분구
- 1980년 4월 1일 : 관악구에서 강남구로 편입되면서 3개동으로 분동(방배본,제1,2동)
- 1988년 1월 1일 : 강남구에서 서초구로 분구
- 1991년 9월 1일 : 방배제1동의 일부가 방배제4동으로 분동
- 2008년 2월 18일 : 방배제1~4동이 방배1~4동으로 동명 변경

## 법정동
- 방배동

## 교육
- 서울방일초등학교
- 서울서래초등학교
- 서울이수초등학교
- 서울방현초등학교
- 서울방배초등학교
- 이수중학교
- 동덕여자중학교
- 서문여자중학교
- 서울고등학교
- 상문고등학교
- 서울전자고등학교
- 동덕여자고등학교
- 서문여자고등학교
- 백석예술대학교

## 주거

### 아파트
| 단지명             | 건설사              | 시행사                                  | 주소                      | 입주               | 비고              |
| ------------------ | ------------------- | --------------------------------------- | ------------------------- | ------------------ | ----------------- |
| 방배 래미안        | 삼성물산㈜ 건설부문 | 방배2구역 주택재개발정비사업조합        | 서초구 방배선행길 2       | 2003년 10월        | 방배2구역 재개발  |
| 방배 래미안타워    | 삼성물산㈜ 건설부문 | 개나리아파트 주택재건축정비사업조합     | 서초구 남부순환로 2183    | 2005년 1월         | 방배개나리 재건축 |
| 방배 래미안아트힐  | 삼성물산㈜ 건설부문 | 방배동소라아파트 주택재건축정비사업조합 | 서초구 남부순환로 2311-12 | 2004년 12월        | 방배소라 재건축   |
| 래미안 원페를라    | 삼성물산㈜ 건설부문 | 방배6구역 주택재건축정비사업조합        |                           | 2025년 11월 (예정) | 방배6구역 재건축  |
| 황실자이           | 지에스건설㈜        |                                         | 서초구 서초대로 156       | 2005년 11월        | 방배방실 재건축   |
| 방배 아트자이      | 지에스건설㈜        | 방배3구역 주택재건축정비사업조합        | 서초구 명달로9길 57       | 2018년 10월        | 방배3구역 재건축  |
| 방배 그랑자이      | 지에스건설㈜        | 방배경남아파트 주택재건축정비사업조합   | 서초구 방배로 21          | 2021년 7월         | 방배경남 재건축   |
| 방배 포레스트 자이 | 지에스건설㈜        |                                         |                           |                    |                   |
| 방배3차 현대홈타운 | 현대건설            |                                         | 서초구 방배중앙로21길 55  | 2004년 7월         |                   |
| 디에이치 방배      | 현대건설            | 방배5구역 주택재건축정비사업조합        |                           |                    | 방배5구역 재건축  |
| 방배3차 e편한세상  | 디엘이앤씨㈜        | ㈜비젼베이스                            | 서초구 동광로 89-5        | 2006년 3월         |                   |
| 아크로 리츠카운티  | 디엘이앤씨㈜        |                                         |                           | 2027년 10월 (예정) |                   |

### 주상복합
| 단지명          | 건설사   | 시행사   | 주소                 | 입주       | 비고 |
| --------------- | -------- | -------- | -------------------- | ---------- | ---- |
| 대림 아크로리버 | 대림산업 |          |                      |            |      |
| 롯데캐슬 헤론   | 롯데건설 | 롯데건설 | 서초구 동광로1길 112 | 2006년 6월 |      |

## 교통
- 서울 지하철 2호선
  - 방배역 서울메트로 본사

- 서울 지하철 2, 4호선
  - 사당역

- 수도권 전철 4호선
  - 남태령역

- 서울 지하철 4, 7호선
  - 이수역

- 서울 지하철 7호선
  - 내방역

## 같이 보기
- 대한민국의 행정 구역